# Schießbefehl
El término alemán Schießbefehl ("orden de disparar") es el término común para referirse a Befehl 101 (Orden 101), orden permanente que instruía a las patrullas fronterizas de la antigua República Democrática Alemana (RDA o Alemania del Este) para evitar la fuga de los ciudadanos.

## Procedimiento
Las tropas de frontera de la RDA (Grenztruppen der DDR), que no se habían integrado formalmente en las fuerzas armadas regulares (el Nationale Volksarmee), se les instruyó seguir un determinado procedimiento cuando se enfrentasen a personas que se desplazaban ilegalmente en la franja fronteriza:
- Primero, el llamado "Halt, stehenbleiben, oder ich schieße!" ("Alto, deténgase o disparo").
- Después, disparaban un tiro de advertencia; por lo general, la policía fronteriza portaba fusiles de asalto Kalashnikov AKM.
- Por último, si no se había obedecido la orden, al fugitivo se le disparaba a las piernas para detenerlo.

A las tropas fronterizas se les ordenó evitar disparar en la dirección del territorio de Berlín Occidental y la República Federal. Pruebas que se han descubierto recientemente demostraron que los niños no estaban a salvo de esta orden.

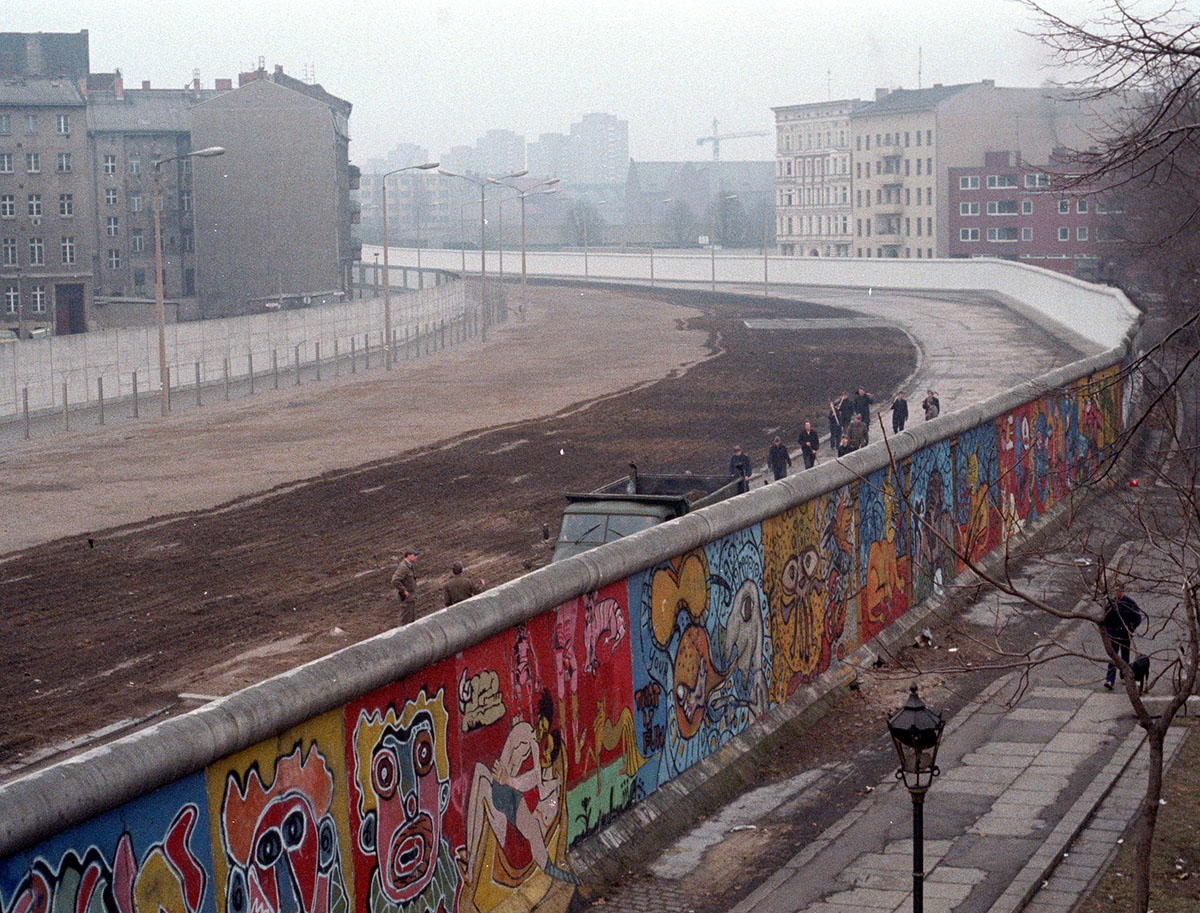
Franja Fronteriza Interior en el Muro de Berlín

Después de un intento de fuga fallido, el tirador sería recompensado y se le otorgaba un permiso especial. Cualquier incidencia en la frontera debía mantenerse en secreto. A menudo, los soldados serían trasladados a otra unidad militar y se les ordenaba guardar silencio. Sin embargo, cuando un fugitivo lograba cruzar la frontera, las medidas disciplinarias tomadas contra los guardias de frontera a menudo incluían penas de cárcel en la infame prisión militar de Schwedt. Muchos de los soldados trataron de evitar ser acusados de haber dejado escapar un fugitivo errando el disparo deliberadamente. 
Cada intento de fuga o fuga exitosa fue seguido por una investigación formal por la fiscalía militar y el Ministerium für Staatssicherheit (MfS, o "Ministerio de Seguridad del Estado", más conocido como la Stasi). Cuando los posibles escapados eran asesinados, se imponían estrictas regulaciones a la familia en lo referente a los funerales de las víctimas, por ejemplo, no debían publicarse sus obituarios en los periódicos locales. 
La ley de Alemania Oriental solo permitía cruzar la frontera a los llamados Grenzübergangsstellen ("puestos fronterizos"), como el famoso Checkpoint Charlie. En otros lugares, las señales de advertencia se publicaron para decirle a la gente que no entrara en la franja fronteriza. Cualquier violación se consideraba un acto criminal. Sin embargo, estos son solo los aspectos formales de la ley. Después de la construcción del Muro de Berlín en 1961, los viajes autorizados para los alemanes del este hacia Alemania Federal y Berlín Occidental fueron muy limitados, muchos jóvenes estaban motivados para intentar un vuelo desesperado por la frontera interalemana. En general, un total de cerca de 260 personas murieron tratando de cruzar en el Muro de Berlín, en la frontera interalemana, o a través del Mar Báltico (aunque el número exacto de víctimas mortales es difícil de estimar; véase muertes en la frontera). En Berlín solo 190 personas murieron en el transcurso de 28 años. Un número indeterminado han resultado gravemente heridos y detenidos más tarde. La última víctima del Muro de Berlín fue Chris Gueffroy.
Las víctimas de este sistema también incluían a los soldados de la policía fronteriza que fueron muertos a manos de los fugitivos.
Para evitar la publicidad negativa, la Schießbefehl fue suspendida para los días festivos o visitas de Estado. Las incidencias dentro de la frontera fueron registradas por el Bundesgrenzschutz (BGS o Guardia Fronteriza Federal, la guardia de fronteras de Alemania Occidental), la policía de Berlín Occidental y la policía militar de las Fuerzas de la OTAN. Los archivos fueron recolectados en la oficina central de registro en Salzgitter.

## Post-reunificación
Tras la reunificación alemana, los Todesschützen (soldados que presuntamente mataron a fugitivos) fueron llevados a juicio en los tribunales federales en lo que se conoce como el Mauerschützen-Prozesse (juicio a los francotiradores). Además, oficiales de alto rango de la policía de fronteras y de la Nationale Verteidigungsrat (Consejo Nacional de Defensa de la RDA) fueron acusados en los tribunales. Los veredictos están de acuerdo en que los militares de las Tropas de Frontera de la RDA deberían haber reconocido que las leyes fronterizas de la RDA entraban en conflicto con el Pacto Internacional de Derechos Civiles y Políticos, que había sido firmado y ratificado por parte de la República Democrática Alemana, que de ninguna forma constituían una ley formal sino injusticia formalizada, y por lo tanto los soldados deberían haber desobedecido a sus comandantes.